# 务川臭蛙
务川臭蛙（学名：Rana wuchuanensis）为赤蛙科臭蛙属的两栖动物，是中国的特有物种。只发现在贵州务川白村的一个深山溶洞内，海拔为720米。